# Ozaphane
L'ozaphane est une pellicule photographique inventée en 1920 à destination du cinéma et composée de cellophane qui a l'avantage de ne pas s'enflammer.

## Technique
L'ozaphane est un procédé et un support de film en cellophane (hydrate de cellulose) ininflammable, associé à une émulsion centésimale de bromure d'argent. Le film est développé dans de la vapeur d'ammoniac.
L'avantage de l'ozaphane face aux pellicules cinématographiques antérieures basées sur le celluloïd inflammable est d'être en cellophane : cette dernière est transparente, inerte et ne s'enflamme pas.

## Histoire

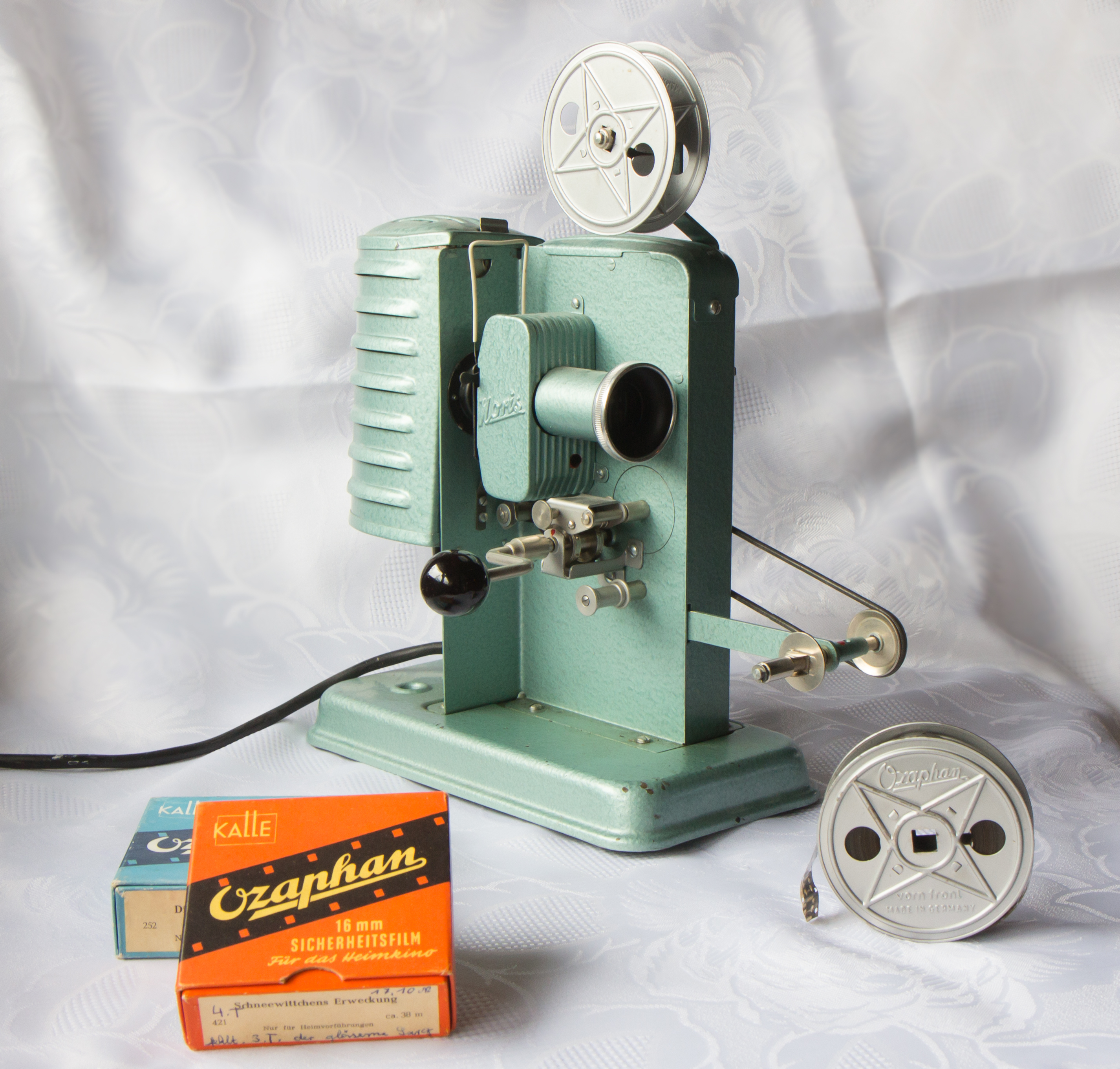
Projecteur cinématographique Noris et quelques films Ozaphane.

La pellicule de film cinématographique ozaphane,, formée de cellophane incombustible, et son procédé de fabrication industrielle stable ont été inventés en 1920 par Paul Vanet et Jacques E. Brandenberger. Jacques E. Brandenberger est l'inventeur de la cellophane et est administrateur-délégué des sociétés La Cellophane S.A. et Le Film Ozophane S.A., Paul Vanet étant son ingénieur en chef.
Le procédé ozaphane a fait l'objet de développements techniques et d'industrialisation vers 1927 conjointement par les sociétés Agfa (IG Farben), Chemische Fabrik Kalle (Hoechst) et La Cellophane SA et a fait l'objet d'étude par la co-entreprise américaine Du Pont Cellophane Co inc. établie entre Du Pont de Nemours  et La Cellophane S.A.. 
Le procédé ozaphane est commercialisé en 1929 en France et en 1932 en Allemagne. Des licences du procédé ozaphane ont été vendues en Europe et en Amérique.

## Usages cinématographiques
La société Gallus a fabriqué le projecteur Cinébloc commercialisé en 1927 et utilisable avec une pellicule ozaphane. La société Cinelux, filiale de La Cellophane SA, a fabriqué des projecteurs dédiés aux films ozaphane à partir de 1929.

## Sources

### Brevets
- Brevet FR 458638 Produits nouveaux constitués par une matière plastique enrobée entre deux pellicules cellulosiques et leur procédé de fabrication ― 1913-05-31 - Jacques E. Brandenberger (en) Brevet U.S. 1266766 (1914).
- Brevet FR ----- Procédé de production d'une longue bande de film - 1914-04-25 - Jacques E. Brandenberger ; Brevet AT 64564  (1914).
- Brevet FR ----- Film photographique sensible - 1914 - Jacques E. Brandenberger (en) Brevet U.S. 1221825 (1915).
- Brevet FR 645357 Amélioration du film photographique - 19271207 Brevet GB 301879  Brevet NL 27561  Brevet BE 356311  (1927).
- Brevet FR 685757 Film cinématographique insensible à l'humidité atmosphérique - 19290225 (1929).
- Brevet FR 683183 Procédé pour le tirage direct de films non perforés ou perforés entre les images - 19290124 (1929).
- Brevet FR 685963 Bande phonophotographique -19291203 (1929).
- Brevet FR 702729 Procédé de développement de films cinématographiques - 19291219 - Paul Vanet ; (en) Brevet U.S. 1994735 Brevet CH 154208  (1929).
- Brevet FR X1993812 Méthode d'impression de film cinématographique - 19310216 - Paul Vanet ; (en) Brevet U.S. 1993812 (1931).
- Brevet FR 740233 Film sonore et son procédé de tirage - 19311020 (1931).
- Brevet FR ----- Méthode contre d'adhésion de film ― 1934-04-24 - Jacques E. Brandenberger et Paul Vanet ; (en) Brevet U.S. 2008815 Brevet CA 341003  (1934).

### Ouvrages
- (en) H. Mario Raimondo-Souto, Motion Picture Photography : A History, 1891-1960, Jefferson, N.C., McFarland, 2006, 379 p. (ISBN 0-7864-2784-1 et 9780786427840, lire en ligne), p. 76.
- « Contribution à l'histoire industrielle des polymères en France, Applications films et pellicules : La Cellophane, par Jean-Marie Michel » [PDF], sur societechimiquedefrance.fr.
- Ralf Forster, Jeanpaul Goergen, Heimkino auf Ozaphan. Mediengeschichte eines vergessenen Filmmaterials, 2020, Berlin 2020,  (ISBN 978-3-936774-13-9).